# Michael Ruhnke
Michael Ruhnke (* 19. Mai 1958 in Steinfeld (Oldenburg)) ist ein deutscher Autor und Journalist. Er legte sein Abitur am Gymnasium Damme ab und studierte in Göttingen Sport, Geographie und Publizistik.
Ruhnke schrieb zahlreiche Features, Reportagen und Dokumentationen, unter anderem Auf Sieg programmiert – der rasante Job von Schumi II in der Reihe „Die ZDF-Reportage“, ausgezeichnet 2002 mit dem dritten Fernsehpreis des Verbands deutscher Sportjournalisten.
| Personendaten    | Personendaten         |
| ---------------- | --------------------- |
| NAME             | Ruhnke, Michael       |
| KURZBESCHREIBUNG | deutscher Journalist  |
| GEBURTSDATUM     | 19. Mai 1958          |
| GEBURTSORT       | Steinfeld (Oldenburg) |